# Caquetaia kraussii
Caquetaia kraussii es una especie de peces de la familia Cichlidae en el orden de los Perciformes.

## Morfología
Los machos pueden llegar alcanzar los 26 cm de longitud total. La especie se caracteriza por su coloración amarillenta y sus pequeños puntos o manchas negras a los lados de las agallas y la cola.

## Alimentación
Come peces  e invertebrados  bentónicos.

## Hábitat
Es una especie de clima tropical entre 26 °C-31 °C de temperatura. Se encuentran an lagos, lagunas, ríos, canales, arroyos y estanques.

## Distribución geográfica
Se encuentran en Sudamérica:  cuencas de los ríos  Atrato,  Cauca y  Magdalena, en Colombia, y desde el lago de Maracaibo, en Venezuela.  Pasando por lo ancho del territorio venezolano se encuentran en casi todos los estados del país. Desde el estado Zulia hasta el estado Anzoategui. Ha sido también introducido en la cuenca del río Orinoco (Venezuela ). Es un pez bastante común y conocido por diferentes poblaciones bajo varios nombres o diversas apelaciones locales tales como viejita, lora, mojarra o peteña.  

## Observaciones
No es una especie común en el comercio de peces de acuario, aunque, ocasionalmente, se importan.